# Evelina

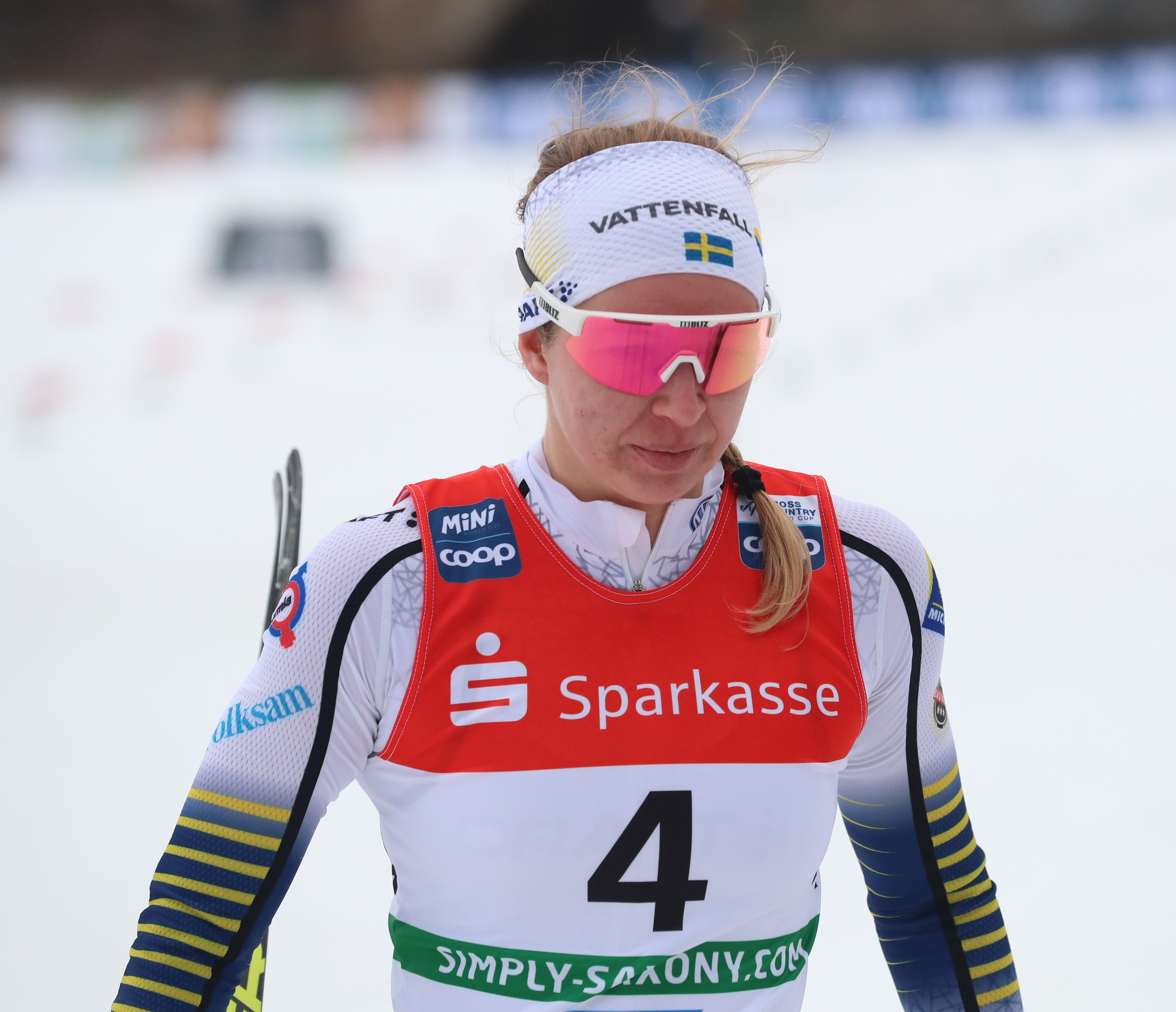
Evelina Settlin, 2019.

Kvinnonamnet Evelina kan vara en diminutivform av Eva, men det kan också härstamma från det iriska Aibhlin, som betyder 'vänlig'. Namnet har använts i Sverige sedan slutet av 1700-talet och kom in i almanackan 1901. Namnet var relativt ovanligt före 1970, men har sedan ökat i popularitet.[källa behövs]
En variant av namnet är Eveline. Det äldsta belägget i Sverige är från år 1825. En annan variant är Evelin.
Den 31 december 2014 fanns det totalt 17 973 kvinnor folkbokförda i Sverige med namnet Evelina, varav 9 112 bar det som tilltalsnamn. Motsvarande siffror för Eveline var 741 respektive 395.
Namnsdag i Sverige: 12 februari. I den finlandssvenska namnsdagslängden har Evelina namnsdag 24 december sedan 2015.

## Personer med namnet Evelina
- Evelina Fahnehjelm, svensk pedagog
- Evelina Gard, svensk sångerska
- Evelin Jahl, tysk friidrottare
- Evelina Jonsson, svensk sångerska
- Evelina Samuelsson, svensk ishockeyspelare
- Evelina Sašenko, litauisk-polsk jazzsångerska
- Evelina Settlin, svensk längdskidåkare
- Evelina Stading, svensk konstnär